# Dơi chó Ấn
Dơi chó ấn (danh pháp hai phần: Cynopterus sphinx) là một loài động vật có vú trong họ Dơi quạ, bộ Dơi. Loài này được Vahl mô tả năm 1797.
Loài dơi này được tìm thấy từ Pakistan đến Việt Nam. Chúng phổ biến trong các khu rừng nhiệt đới và các khu vực nơi trồng cây ăn quả. Chúng cũng có thể được tìm thấy ở đồng cỏ và rừng ngập mặn. Chúng thường làm tổ cao trong cây cọ.

## Hình ảnh

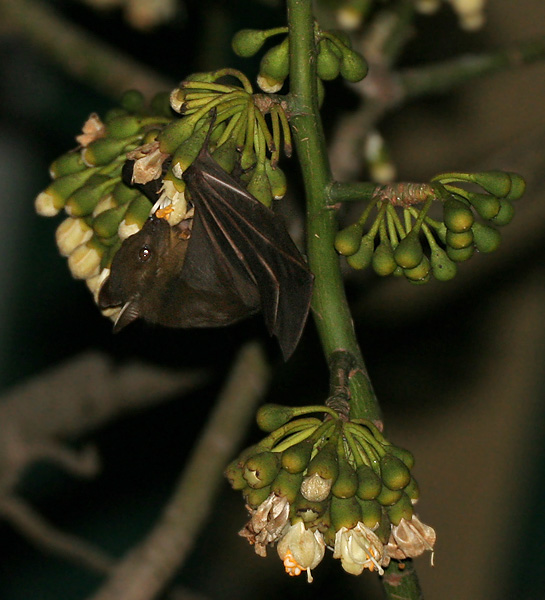
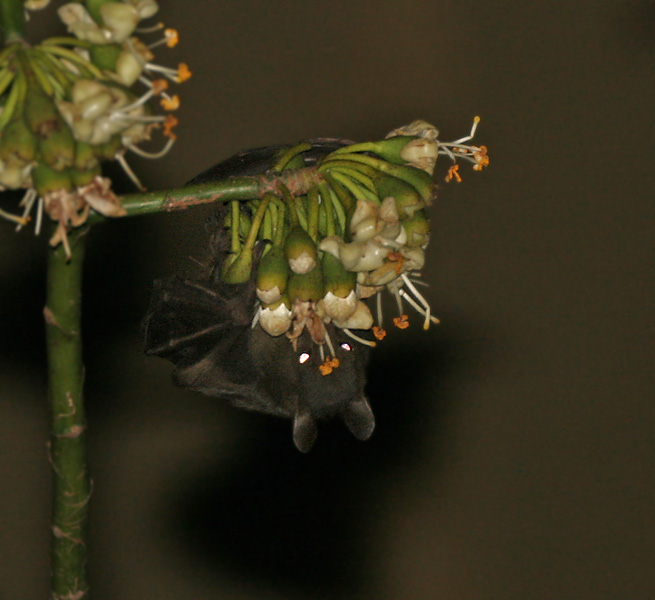
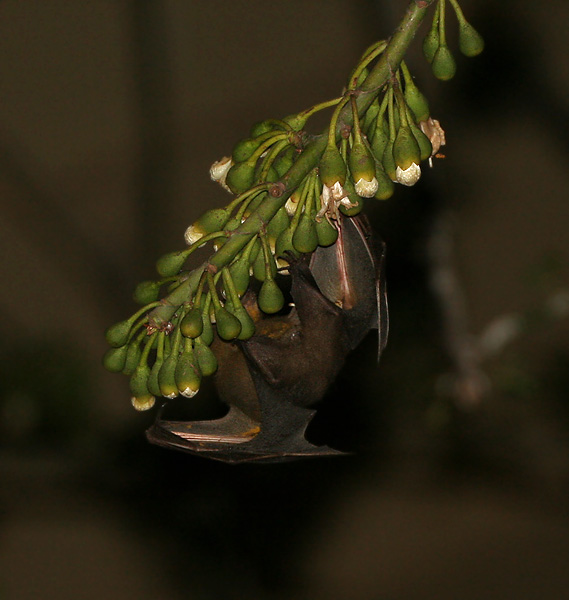
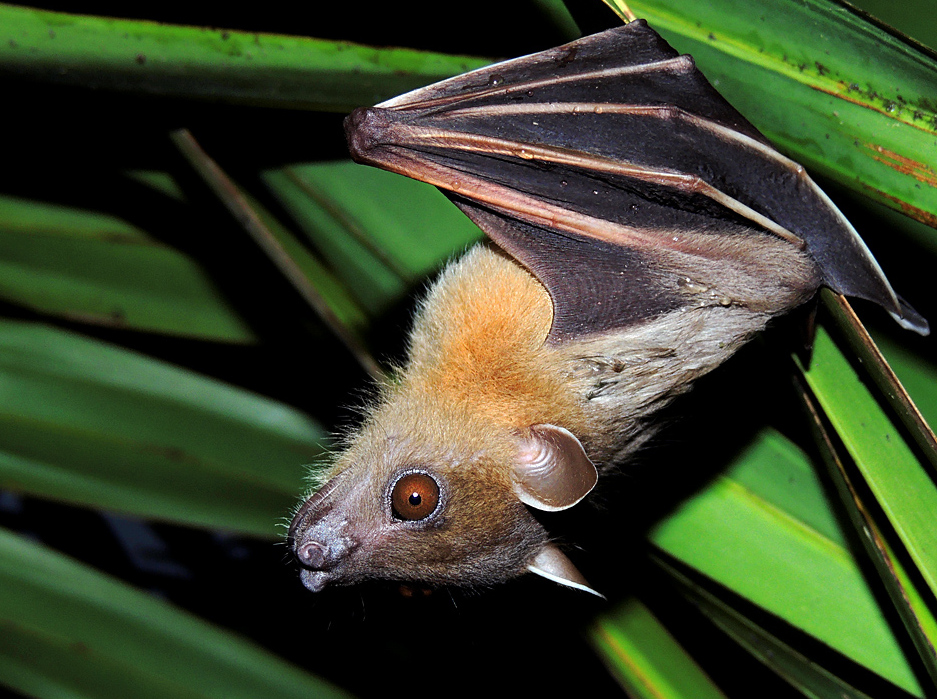